# Choro 2021
Choro 2021 es un videojuego móvil desarrollado y publicado por Zitelmann para Android y iOS. Fue lanzado el 5 de diciembre de 2021.

## Sinopsis
El juego sigue a un vaquero en una Venezuela distópica que tiene que luchar contra malandros, soldados, zombiss y brujas, mientras encuentra referentes del país, como una empanada, una Toronto o una Riko Malt etc. En el primer nivel lanzado, el protagonista tiene que cruzar la Misión Zamora y luchar contra la bruja Bruja Maruja.

## Desarrollo
Fue desarrollado por el cineasta venezolano Carl Zitelmann y basado en una novela homónima, Choro 2021 es un metroidvania de acción y aventuras, con un diseño similar a Contra, Mega Man, Castlevania y Ninja Gaiden.